# Sarbinowo (gromada w powiecie poznańskim)
Sarbinowo – dawna gromada, czyli najmniejsza jednostka podziału terytorialnego Polskiej Rzeczypospolitej Ludowej w latach 1954–1972.
Gromady, z gromadzkimi radami narodowymi (GRN) jako organami władzy najniższego stopnia na wsi, funkcjonowały od reformy reorganizującej administrację wiejską przeprowadzonej jesienią 1954 do momentu ich zniesienia z dniem 1 stycznia 1973, tym samym wypierając organizację gminną w latach 1954–1972.
Gromadę Sarbinowo z siedzibą GRN w Sarbinowie utworzono – jako jedną z 8759 gromad na obszarze Polski – w powiecie poznańskim w woj. poznańskim, na mocy uchwały nr 33/54 WRN w Poznaniu z dnia 5 października 1954. W skład jednostki weszły obszary dotychczasowych gromad Gortatowo, Łowęcin, Paczkowo i Sarbinowo, ponadto miejscowość Puszczykowo-Zaborze z dotychczasowej gromady Góra, miejscowość Sokolniki Gwiazdowskie z dotychczasowej gromady Sokolniki Gwiazdowskie oraz niektóre parcele z karty 1 obrębu Jasin dotychczasowej gromady Jasin – ze zniesionej gminy Swarzędz w tymże powiecie. Dla gromady ustalono 11 członków gromadzkiej rady narodowej.
Gromadę zniesiono 1 stycznia 1960, a jej obszar włączono do nowo utworzonej gromady Swarzędz w tymże powiecie.